# Адмиральский час
«Адмира́льский час» — устаревшее русское шуточное выражение (фразеологизм), означающее «полдень как время для завтрака или раннего обеда», в том числе с выпивкой. 
Час, названный так в честь вице-адмиралов и контр-адмиралов — Адмиральский час. Фразой «адмиральский час наступил» или «…прошёл» могут сообщать о своём желании выпить рюмку водки. Адмиральский час пробил (двенадцатый час) — пора водку пить (Петр I).

## История
Выражение употребляется с начала XVIII века. Происходит от обычая Петра I после утренних дел в 11 часов приступать к завтраку с употреблением водки вместе со своими сотрудниками. Как сам Пётр Алексеевич «Великий», так и его сподвижники — сенаторы и члены коллегий, в том числе Адмиралтейской, — прерывали заседания присутствий для обеда в 11 часов и, возвращаясь домой, заходили выпить водки в новые для того времени ресторации — австерии.
С 6 февраля 1865 года в санкт-петербургском Адмиралтействе, а с 24 сентября 1873 года с Нарышкина бастиона Петропавловской крепости ежедневно производился полуденный выстрел из пушки. Эта традиция просуществовала до 1938 года и была возобновлена 22 июня 1957 года в день празднования 250-летия Ленинграда.
На флотском жаргоне «адмиральский час» употребляется в значении «послеобеденный сон» (неофициальная, но широко распространённая традиция). По этой традиции, во время «адмиральского часа» на корабле матросы имели право отдыхать и не вставать в присутствии офицеров и даже адмиралов, а те не требовали в тот час от матросов отдания им почестей.